# Thecocarcelia parnarae
Thecocarcelia parnarae är en tvåvingeart som beskrevs av Chao 1976. Thecocarcelia parnarae ingår i släktet Thecocarcelia och familjen parasitflugor. Inga underarter finns listade i Catalogue of Life.